# Нова Весь (гміна Косув-Ляцький)
Нова Весь (пол. Nowa Wieś) — село в Польщі, у гміні Косув-Ляцький Соколовського повіту Мазовецького воєводства. Населення — 166 осіб (2011).

## Історія
За даними етнографічної експедиції 1869—1870 років під керівництвом Павла Чубинського, у селі переважно проживали римо-католики, меншою мірою — греко-католики, які здебільшого розмовляли українською мовою.
У 1975—1998 роках село належало до Седлецького воєводства.

## Демографія
Демографічна структура станом на 31 березня 2011 року:
|          | Загалом | Допрацездатний вік | Працездатний вік | Постпрацездатний вік |
| -------- | ------- | ------------------ | ---------------- | -------------------- |
| Чоловіки | 84      | 14                 | 57               | 13                   |
| Жінки    | 82      | 17                 | 37               | 28                   |
| Разом    | 166     | 31                 | 94               | 41                   |